# Vus
Vus (cyr. Вус) – wieś w Serbii, w okręgu jablanickim, w gminie Crna Trava. W 2011 roku liczyła 8 mieszkańców.